# Gergely Ágnes (költő)
Gergely Ágnes (eredeti neve: Guttmann Ágnes) (Endrőd, 1933. október 5. –) Kossuth-díjas magyar költő, prózaíró, esszéista, műfordító. Fenákel Judit (1936–2022) író unokatestvére, a Digitális Irodalmi Akadémia tagja.

## Életpályája
Szülei Guttmann György újságíró és Fenákel Róza (1910–1988) tisztviselők voltak. Gyermekkorát Zalaegerszegen töltötte, iskoláit Budapesten és Szegeden végezte. Bár 1950-ben politikai okokból nem tanulhatott tovább, később mégis felvételt nyert az ELTE Bölcsészettudományi karára, ahol 1957-ben szerzett magyar–angol szakos középiskolai tanári diplomát. 1963-ig tanított. Ezt követően előbb újságíró a Magyar Rádió külföldi adásainak szerkesztőségében, majd az Élet és Irodalom rovatvezetője 1973-ig, később a Szépirodalmi Könyvkiadó szerkesztője, 1977–1988 között pedig a Nagyvilág című világirodalmi folyóirat rovatvezetője. 1988-tól írásaiból él.

## Irodalmi munkássága
Vers- és prózaírói munkája is az 1960-as években indult az Ajtófélfámon jel vagy illetve a Glogovácz és a holdkórosok kötetekkel. Írói életművének legdúsabb ága a lírai költészet. 2006-ig tizennégy verseskönyve jelent meg, köztük hat gyűjteményes válogatás. Összegyűjtött versei 2006-ban jelentek meg az Útérintő című kötetében. Regényei – az elsőt leszámítva – valójában összetartoznak, egy önéletrajzi fogantatású, de fikciós elemekkel átszőtt, laza tetralógia darabjainak tekinthetők. A négy regény és a költői életmű egységbe rendeződik, a verseskötetek és a regények egymásra vetülve adják ki írói világának hiteles képét. Ezt egészítik ki az író esszéisztikus igényű, egyedi műfajú memoárjai: egy riportnapló, egy esszénapló és egy tárcanapló.
Tevékenységének markáns területe a műfordítás. Első műfordításkötetei 1958–59-ben jelennek meg (James Joyce és Dylan Thomas művei). Többnyire verseket fordít, de emellett drámát, regényt, novellát is. Elsősorban a brit, amerikai és afrikai irodalom közvetítője.
Regényei svédül és németül, válogatott versei angolul, franciául és svédül jelentek meg.

## Szervezeti tagsága
Tagja a Szépírók Társaságának és a PEN Club magyar tagozatának. 1998-ban tagjainak sorába választotta az MTA Széchenyi Irodalmi és Művészeti Akadémiája, 2000-ben pedig a Digitális Irodalmi Akadémia. Többször képviselte a magyar irodalmat nemzetközi írótalálkozókon, konferenciákon, külföldi tanulmányutakon.

## Művei

### Verseskötetek
- Ajtófélfámon jel vagy (1963)
- Johanna (1968)
- Azték pillanat (1970)
- Válogatott szerelmeim. Versek, műfordítások (1973)
- Kobaltország. Költemények versben és prózában (1978)
- Hajóroncs (1981)
- Fohász lámpaoltás előtt (bibliofil válogatás; Békéscsaba, 1985, Békéscsabai Megyei Könyvtár)
- Árnyékváros (1986)
- Királyok földje. Válogatott és új versek (1994)
- Necropolis. Százhuszonhat vers 1993–1996 (1997)
- Requiem for a Sunbird. Forty Poems (ford. Bruce Berlind et al.; Budapest, 1997, Maecenas)
- A barbárság éveiből. Huszonöt régebbi és huszonöt újabb vers 1988–1997 (Budapest, 1998, Magyar Írószövetség–Belvárosi)
- A kastély előtt. Versek 1998–2001 (2001)
- Carmen lugubre. Versek, 1963–2003 (2005)
- Útérintő (összegyűjtött versek, Argumentum, 2006)
- Viharkabát (válogatott és új versek, Európa, 2016)
- Jonathan Swift éjszakái. Versek négy arckép alá; Argumentum, Bp., 2010

### Regények
- Glogovácz és a holdkórosok (1966)
- A tolmács (1973)
- A chicagói változat (1976)
- Stációk (1983)
- Őrizetlenek (2000)
- A szomjúság ára; Kalligram, Bp., 2018

### Tanulmányok, esszék, riportok, interjúk
- Huszonegy. Magyar művészarcok (1982)
- Költészet és veszélytudat. Feljegyzések egy afrikai költő portréjához (tanulmányok Christopher Okigbóról; 1986)
- Riportnapló Északról (1988)
- Nyugat magyarja. Esszénapló William Butler Yeatsről (1991)
- Közép-Európa ígéret volt (esszék; 1994)
- Tigrisláz. Tíz óra a magyar versfordításról 2002–2007 (2008)
- Egy urbánus főhajtása. Az Endrődi füzetek; Határ Győző Városi Könyvtár; Gyomaendrőd, 2018

### Visszaemlékezések
- Absztrakt tehén. Tárcanapló (1995)
- Hajtogatós (Fenákel Judittal; 2004)
- Oklahoma ezüstje. Portrék; Európa, Bp., 2015
- Két szimpla a Kedvesben. Memoár; Európa, Bp., 2013
- Mozdonygyári éjszakák / Metszetek; Kalligram, Bp., 2021
- Patchwork. Fenákel Judit novellái, Gergely Ágnes versei; Múlt és Jövő, Bp., 2021

### Műfordítások
- James Joyce: Kamarazene (Tótfalusi Istvánnal; 1958)
- Dylan Thomas: Az író arcképe kölyökkutya korából (1959, 1989)
- Edgar Lee Masters: A Spoon River-i holtak (1970)
- Akutagava Rjúnoszuke: A vihar kapujában (1974, Vihar Judittal: 1992, 1999, 2007)
- Dobsirató. Mai nigériai költők (1977)
- Akutagava Rjúnoszuke: Az éneklő borz (B. Fazekas Lászlóval; 1982)
- Képtelen világ (1982)
- Stevie Smith: Hát nem jön el...? (1986)
- Lélekvesztő. Válogatott műfordítások 1954–1984 (1986)
- Christopher Okigbo: Labirintusok (1989)
- William Butler Yeats: A színészkirálynő (1993/4.)
- Evelyn Waugh: Bombahír (1993)
- Pompóné könyve. Brit, észak-amerikai, afrikai nonszensz-versek (1998)
- James Joyce: Dublini emberek (Papp Zoltánnal; 1996, 2000)

## Díjai, kitüntetései
- József Attila-díj (1977, 1987)
- Déry Tibor-díj (1985, 1996)
- Soros-ösztöndíj (1988)
- az Év Könyve-díj (1988)
- Füst Milán-díj (1994)
- Salvatore Quasimodo-emlékdíj (1995)
- Kortárs-díj (1995)
- Getz-díj (1996)
- Kossuth-díj (2000)
- Soros alkotói díj (2000)
- Radnóti-díj (2006)
- Artisjus-díj (irodalmi) (2007)
- Nemes Nagy Ágnes-díj (2008)
- Prima díj (2010)
- Budapest főváros XIII. kerület díszpolgára (2014)
- Babits Mihály Alkotói Emlékdíj (2017)
- Tiszatáj-díj (2019)[9]
- Görgey Gábor-díj (2024)[10]